# Henicops tropicanus
Henicops tropicanus är en mångfotingart som beskrevs av Hollington och Edgecombe 2004. Henicops tropicanus ingår i släktet Henicops och familjen fåögonkrypare. Inga underarter finns listade i Catalogue of Life.